# Kabinetscrisis over het reiskostenforfait
Het reiskostenforfait was het onderwerp van een Nederlandse kabinetscrisis in 1989.
Op 3 mei 1989 kwam er een einde aan bijna zeven jaar samenwerking tussen CDA en VVD onder minister-president Ruud Lubbers. De VVD-fractie kon zich niet vinden in het door het kabinet-Lubbers II genomen besluit over aftopping van het reiskostenforfait.
Tijdens een Kamerdebat over dit besluit op 2 mei kwam VVD-fractievoorzitter Joris Voorhoeve met een motie die het kabinet vroeg af te zien van aftopping van het reiskostenforfait. Tevens werd gevraagd een voorgestelde verhoging van de dieselaccijns te beperken.
Nog voor de motie in stemming kwam, trok premier Lubbers de conclusie dat er een onoverbrugbaar conflict was. Zijn kabinet was gevallen.

## Verkiezingen 1986
De verkiezingen van 1986 waren een groot succes voor het CDA van minister-president Lubbers. Met de leuze 'laat Lubbers zijn karwei afmaken', behaalde het CDA vrij onverwacht zijn beste resultaat uit de geschiedenis: 54 zetels (een winst van negen).
Coalitiegenoot VVD verloor daarentegen met Ed Nijpels als lijsttrekker negen zetels (van 36 naar 27). Binnen de VVD werd ernstige kritiek geuit op de wijze waarop Nijpels de fractie had geleid. Hij mocht nog wel namens de VVD de onderhandelingen bij de kabinetsformatie voeren, maar werd na de vorming van het tweede kabinet als fractieleider vervangen door Voorhoeve. Rudolf de Korte werd vicepremier en partijleider. Nijpels zelf werd minister van Volkshuisvesting, Ruimtelijke Ordening en Milieubeheer.

## Voorgeschiedenis
De verhoudingen tussen CDA en VVD stonden ten tijde van het kabinet-Lubbers II sterker onder druk dan in de voorgaande periode. De VVD kreeg steeds meer het idee dat zij een bijrol speelde. Op allerlei punten, zoals bij het mediabeleid en de regeling van de euthanasie, kreeg de VVD niet haar zin.
Na jarenlang bezuinigen en ingrepen in de sociale zekerheid ontstond bij het CDA bovendien de behoefte de koers wat te verleggen. De nieuwe PvdA-fractieleider Wim Kok stelde zich bovendien gematigder op dan zijn voorganger Joop den Uyl, zodat de PvdA weer in beeld kwam als toekomstig coalitiegenoot.

## Het Nationaal Milieubeleidsplan
Tijdens het tweede kabinet-Lubbers werd het milieu een belangrijk onderwerp. Minister Nijpels kondigde een Nationaal Milieubeleidsplan aan. Daarin werden allerlei doelstellingen geformuleerd, zoals het terugdringen van vervuiling door auto's, energiecentrales en bedrijven. Om deze plannen te realiseren en te financieren waren bezuinigingen, heffingen en belastingmaatregelen nodig.
Twee maatregelen sprongen er daarbij uit: de verhoging van de brandstofaccijns en de aftopping (dus niet afschaffing) van de belastingaftrek voor het woon-werkverkeer boven de 10 km (het zogenaamde reiskostenforfait). Boven de 30 kilometer zouden voor automobilisten geen nieuwe schalen meer ingaan in deze aftrek.
Met deze twee maatregelen wilde het kabinet ƒ 1,3 miljard binnenhalen.
Tegen deze plannen kwam binnen de VVD veel oppositie, waarbij partijvoorzitter Leendert Ginjaar en oud-partijleider Hans Wiegel zich aansloten. Ook het in VVD-kringen veel gelezen dagblad 'De Telegraaf' wierp zich op als verdediger van de belangen van automobilisten.
Het kabinet wijzigde onder druk hiervan de plannen. De verhoging van de brandstofaccijns zou stapsgewijs plaatsvinden en de aftopping van het reiskostenforfait zou eerst nader onderzocht worden, om per 1 januari 1991 te worden doorgevoerd. De VVD-ministers Nijpels, Frits Korthals Altes, Neelie Kroes, Frits Bolkestein en De Korte stemden hiermee in.

## Beraad in de VVD-fractie
Op zaterdagmiddag 29 april 1989 belegde de VVD-fractie een extra vergadering over het kabinetsbesluit. Hier bleek dat het compromis werd afgewezen. Aan het einde van de middag deelde fractievoorzitter Voorhoeve mee dat zou worden vastgehouden aan de eis dat de accijnsverhoging en de aftopping van het reiskostenforfait van tafel moesten.
Op dinsdag 2 mei vroeg Voorhoeve aan het begin van de vergadering van de Tweede Kamer om een debat over het kabinetsbesluit. Dat debat begon om 16.00 uur.

## Debat in eerste termijn
Reeds in de eerste termijn kwam Voorhoeve met een motie waarin de eisen van zijn fractie waren neergelegd. Voorhoeve achtte de lastenverzwaring voor burgers die verder dan 10 km van hun werk woonden onverteerbaar. Eerst had de overheid de bouw van nieuwe woonkernen gestimuleerd en nu kregen de bewoners daarvan de rekening gepresenteerd.
De verhoging van de accijns op brandstof achtte Voorhoeve nadelig voor de economie, met name voor het goederenvervoer. Hij zag meer in het verplicht stellen van een katalysator.
PvdA-fractieleider Kok vroeg minister-president Lubbers hoelang hij nog dacht door te kunnen regeren met een regeringspartij die hem sommeerde een kabinetsbesluit bij te stellen. Zijn D66-collega Van Mierlo meende dat het tijd werd de kiezers te raadplegen.
CDA-fractievoorzitter De Vries wees op het vele goede dat de coalitie CDA-VVD in zijn ogen tot stand had gebracht. Hij betreurde het dat de VVD al met een motie was gekomen, omdat een echt debat daardoor bij voorbaat werd gefrustreerd.
Ook andere fracties, zoals die van GPV en SGP, hadden weinig waardering voor de opstelling van de VVD. Een meerderheid wees de door de VVD-fractie ingediende motie af.

## Het antwoord van Lubbers
Minister-president Lubbers verdedigde uiteraard het kabinetsbesluit. Hij verklaarde dat de aftopping op termijn ruimte bood om te bezien of de koopkracht niet te veel benadeeld zou worden. Terugdringing van de automobiliteit was echter een wezenlijk onderdeel van het milieubeleid. Het fiscale instrumentarium speelde daarbij een belangrijke rol.
Hij vroeg Voorhoeve dan ook de motie aan te houden; de motie zou in ieder geval niet worden uitgevoerd.
Op een vraag van Andrée van Es (PSP) aan Voorhoeve of het probleem zou zijn opgelost als de motie werd verworpen, antwoordde Voorhoeve dat dit niet het geval zou zijn. Het kabinet moest sowieso terugkomen op zijn besluit. Op de nadrukkelijke vraag van Voorhoeve aan Lubbers of hij van plan was dat te doen, antwoordde Lubbers dat dit niet zou gebeuren.

## Tweede termijn en slot
Na een schorsing van drie kwartier werd het debat om 22.45 uur voortgezet. De conclusies konden nu snel worden getrokken. Voorhoeve handhaafde zijn motie. Hij herhaalde nogmaals dat als het kabinetsbesluit niet zou worden ingetrokken, de VVD haar vertrouwen in het kabinet zou opzeggen.
CDA-fractievoorzitter De Vries constateerde met bitterheid dat de VVD afscheid nam van de coalitie met het CDA, en dat terwijl het karwei nog niet af was. Dit onverwachte einde noemde hij wrang.
Lubbers zei de bitterheid van De Vries niet te delen. Hij was CDA en VVD dankbaar voor de zeven jaar samenwerking. Hij deelde mee, gezien het verloop van het debat, de volgende dag het ontslag van het kabinet in te dienen. De motie kwam niet meer in stemming.

## Nasleep
Voor september 1989 werden vervroegde verkiezingen uitgeschreven. Grote winnaar was wederom het CDA. Met Lubbers als lijsttrekker handhaafde het zijn positie (54 zetels). De VVD verloor nog eens vijf zetels en kwam op 22. Ook de PvdA verloor: drie zetels. D66 won er daarentegen drie.
In de lijn der verwachting werd een kabinet gevormd van CDA en PvdA, met Lubbers voor de derde maal als minister-president. De VVD ging, met D66, in de oppositie
Voorhoeve bleef vooralsnog fractieleider, maar hij zou een jaar na de crisis, op 30 april 1990, tijdens een buitengewone fractievergadering in Garderen door Frits Bolkestein worden vervangen. Nijpels had op 1 april 1990 de Tweede Kamer verruild voor het burgemeesterschap van Breda.
De positie van Voorhoeve was onder andere aangetast, omdat achteraf bleek dat financieel woordvoerder Frank de Grave tijdens het Kamerdebat in feite de regie had bepaald. De Grave had erin toegestemd ten behoeve van een televisieprogramma een microfoontje op te doen. Daardoor bleek dat iedere interruptie die Voorhoeve had geplaatst, eerst was ingefluisterd door De Grave.